# Youku
Youku（ヨウク、簡体字中国語: 优酷网）は、中華人民共和国のアリババグループ傘下の港湾数字が運営する動画共有サービス及びビデオ・オン・デマンドプラットフォームである。

## 概要
かつて中国版YouTubeとも呼ばれ、日本でも人気があり、2008年1月には視聴数が1日1億本を突破し、Googleが買収した当時のYouTubeに匹敵していた。
2014年に中国市場首位の座を百度傘下のiQIYIに抜かれ、テンセントのテンセントビデオ（騰訊視頻）などの競合他社の台頭で存在感が薄まっている。

## 歴史
創業者の古永鏘（Victor Koo）が、2005年9月にケイマン諸島に1Verge Inc.を設立。
2006年2月24日、合一信息技术（北京）有限公司（"优酷信息技术（北京）有限公司"）を設立。
2006年12月、動画配信サービス「Youku」を正式開始。
2008年6月20日、会社名1Verge Inc.をYouku.com Inc.に変更。
2010年12月8日、Youku.com Inc.がニューヨーク証券取引所に上場。
2011年10月、会社名をYouku.com Inc.からYouku Inc.に変更。
2012年3月11日、ライバルで当時第2位のTudou（土豆網）を株式交換で合併し、会社名Youku Inc.からYouku Tudou Inc.（優酷土豆）に変更。
2015年11月6日、Youku Tudou Inc.がアリババグループに買収され、2016年4月6日にYouku Tudou Inc.は、Alibaba Investment Limitedとの合併を完了。
2015年8月6日、Youku Tudouが合一集団に改名され、同グループのサービスとなった。
2021年9月1日、合一集団が港湾数字に改名され、同グループのサービスとなった。

## 企業構造
- Alibaba Group Holding Limited
  - Alibaba Investment Limited 
    - Youku Internet Technology (Beijing) Co., Ltd.（优酷网络技术（北京）有限公司）

### VIE
- 阿里巴巴文化娱乐有限公司 - 阿里巴巴文化娱乐集团（阿里大文娱）の持株会社
  - 优酷信息技术（北京）有限公司（Youku Information Technology (Beijing) Co., Ltd.） - 動画配信サービス「Youku」
    - 杭州来疯科技有限公司 - ライブストリーミングサービス「来疯」運営

  - 上海全土豆网络科技有限公司
    - 上海全土豆文化传播有限公司 - ショートビデオと映画とテレビ番組の配信サイト「Tudou（土豆）」運営

## 著作権問題
他の動画共有サービスと同様、違法にアップロードされた動画が著作権侵害が問題点として指摘されている。
2008年より、一部動画では日本からのアクセスを規制しており、主に日本のアニメやドラマが規制される。アクセス規制のある動画には、規制を開始した当初は「The clip has been blocked in your region」と表示された。これは、違法にアップロードされた動画への削除要請を回避するためと、サーバのコスト削減のためではないかと言われている。現在は中国本土以外からのアニメやドラマが規制されている。
2010年1月10日、著作権認識管理プラットフォームの運用を開始した。このプラットフォームの運用によって、ユーザーがアップロードする著作権侵害となる動画を識別し、防止する能力が著しく向上させるものとしている。また、Youkuはこれに合わせ、同日設立された「China Network Copyright Committee」に参加した。
2010年代に入ってから、日本のアニメやドラマがYoukuを含めた動画配信プラットフォームで正規コンテンツが配信されるようになった。